# Bolboceras consanguineus
Bolboceras consanguineus là một loài bọ cánh cứng trong họ Geotrupidae. Loài này được Lansberge miêu tả khoa học năm 1885.